# Пирх, Альберт Карлович
Барон Альберт (Альферий) Карлович Пирх (нем. Pirch; 1791—1853) — генерал-майор, казанский гражданский губернатор.

## Биография
Младший из двух сыновей барона Карла фон Пирха Старшего, который в 1780-х годах переселился из Германии в Россию. Его старший брат — Карл Пирх (1788—1822), флигель-адъютант (1820), генерал-майор (1821) и командир Преображенского лейб-гвардии полка (1820—1822).
С 1807 года барон Альберт фон Пирх служил в лейб-гвардии Преображенском полку.
В 1812 году поручик А. К. Пирх принимал участие в Отечественной войне, 26 августа того же года в битве при Бородино барон был тяжело ранен ядром в левое плечо. За отвагу А. Пирх получил чин штабс-капитана и орден Святой Анны 3-й степени. После длительного лечения барон вернулся в армию только в декабре 1813 года. Из-за своей раны он не смог участвовать в военных кампаниях русской армии во время Заграничного похода.
1 января 1816 года барон Альберт Пирх получил чин полковника лейб-гвардии, а 28 февраля 1816 года он был переведён во 2-й кадетский корпус, откуда 8 марта поступил в 3-й учебный гренадерский батальон.
В мае 1816 года Альберт Пирх был назначен комендантом Казани и командиром казанского гарнизонного полка, а 30 октября он стал ещё и командиром 3-й бригады 9-го округа внутренней стражи (официально был утверждён в последней должности 30 марта 1818 года). В марте 1819 года он также стал исполнять должность окружного генерала всего 9-го округа внутренней стражи.
31 декабря 1820 года Альберт Карлович Пирх вышел в отставку с чином генерал-майора, в дальнейшем проживал в Казани.
15 ноября 1830 года по предложению министра внутренних дел графа А. А. Закревского А. К. Пирх был назначен казанским губернатором.
21 июня 1831 года барон подал в отставку с занимаемой должности.
Был председателем первого отделения Казанского экономического общества.

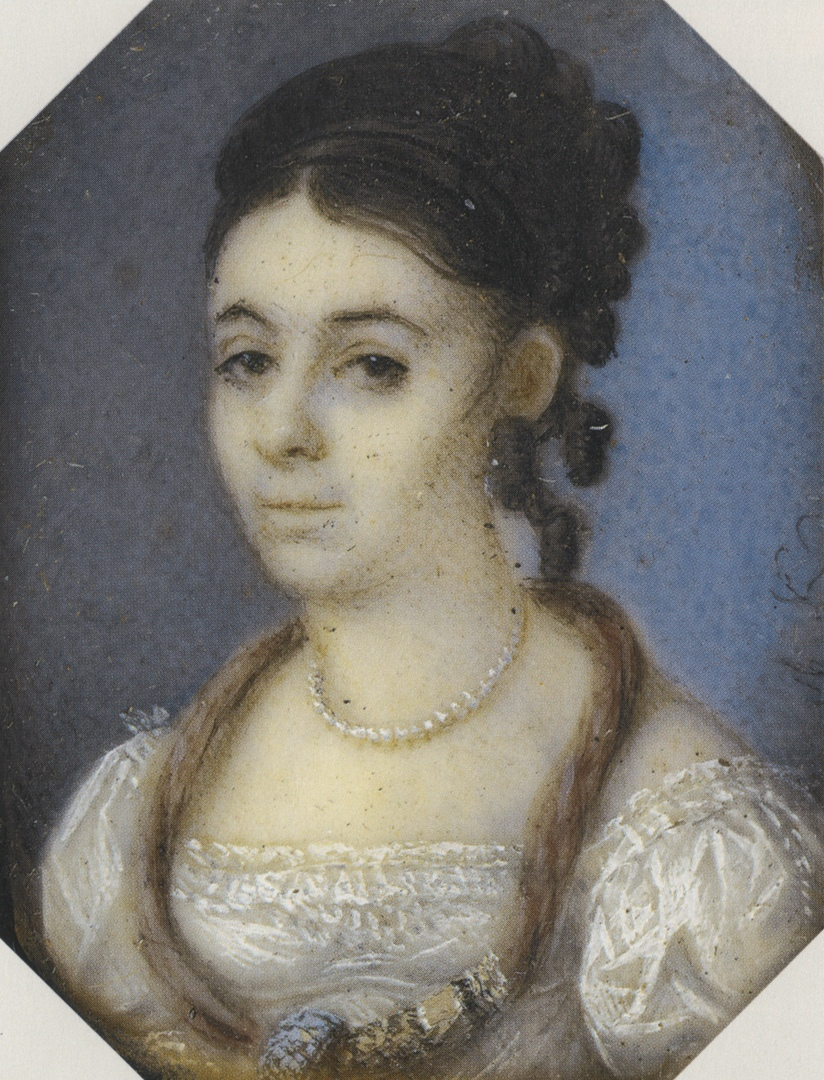
Анна Николаева фон Пирх, урождённая Мусина-Пушкина

Умер 8 марта 1853 года.

## Семья и дети
Барон Альберт Пирх был женат на Анне Николаевне Мусиной-Пушкиной (1802—31), дочери камергера Николая Михайловича Мусина-Пушкина (ум. 1812) и княжны Евдокии Болховской. Супруги имели двух дочерей:
- Аделаида (?—1901), жена графа Алексея Евграфовича Комаровского (1820—1895)
- София (?—?), жена казанского помещика и цензора Петербургского цензурного комитета Владимира Николаевича Бекетова.